# André Michel
André Michel (Parigi, 7 novembre 1907 – Parigi, 5 giugno 1989) è stato un regista francese.

## Biografia
Assistente regista alla fine degli anni trenta, si impegna nella Resistenza francese durante l'occupazione tedesca. Inizia la sua carriera di regista dopo la Liberazione, filmando un cortometraggio sperimentale ispirato al poema La rose et le réséda di Louis Aragon. In seguito ha lavorato anche per la televisione, girando varie serie televisive e telefilm. 

## Vita privata
Sua figlia è la scrittrice e attivista politica Natacha Michel.

## Filmografia

### Regista
- La rose et le réséda (1947)
- Edgar et sa bonne (1949)
- Trois femmes (1952)
- La collana della sfinge nera (1954)
- La strega (1955)
- Senza famiglia (1958)
- La scelta di Davy (1962)
- Comme un poisson dans l'eau (1962)
- L'inspecteur Leclerc enquête (1962) (serie televisiva)
- Tous les enfants du monde (1964)
- Cécilia, médecin de campagne (1966) (serie televisiva)
- La questione Van Meegeren (1967) (film TV)
- Le Crime de Lord Arthur Savile (1968) (telefilm)
- La Cravache d'or (1969) (serie televisiva)
- Tang (1971) (serie televisiva)
- I Thibault (1972) (sceneggiato)
- Puzzle (1974) telefilm
- Les Oiseaux de Meiji Jingu (1974) (serie televisiva)
- Messieurs les jurés (1974-1984) (serie televisiva)
- Salavin (1975) (telefilm)
- Adios (1976) (sceneggiato)
- L'Équipage (1978) (telefilm)
- Le Baiser au lépreux (1979) (telefilm)
- Les Mystères de Paris (sceneggiato)
- Un adolescent d'autrefois (1983) (telefilm)

### Sceneggiatore
- Senza famiglia (1958)
- Adios (sceneggiato) (1976)
- Les Amours des années 50 (serie televisiva, episodio Les Scorpionnes) (1976)
- Messieurs les Jurés - L'Affaire Montigny (1978)

### Attore
- Un amour de poche (1957), di Pierre Kast

## Premi e riconoscimenti
- Festival internazionale del cinema di Karlovy Vary: premio per il miglior film sperimentale a La rose et le réséda (1947)
- Festival di Cannes: nomination per il Grand Prix Speciale della Giuria al film Trois femmes (1952)
- Festival internazionale del cinema di Berlino: Orso d'argento, gran premio della giuria al film La strega.